# Silver Dollar City
Koordinaten: 36° 40′ 2″ N, 93° 20′ 20″ W
Silver Dollar City ist ein amerikanischer Freizeitpark, der 1960 eröffnet wurde. Der 250.000 m² große Park befindet sich in Branson, Missouri. Er gehört zur Kette Herschend Family Entertainment, zu der auch die Parks Dollywood und Wild Adventures gehören.

## Attraktionen

### Achterbahnen
| Name                                  | Typ                                             | Hersteller                  | Eröffnungsjahr |
| ------------------------------------- | ----------------------------------------------- | --------------------------- | -------------- |
| Fire In The Hole                      | Familienachterbahn, Dark Ride, Dunkelachterbahn | unbekannt                   | 1972           |
| Grand Exposition Coaster              | Familienachterbahn                              | Zamperla                    | 2006           |
| Outlaw Run                            | Holzachterbahn, Hybrid Coaster                  | Rocky Mountain Construction | 2013           |
| Powder Keg: A Blast in the Wilderness | Launched Coaster                                | Premier Rides, S&S          | 1999           |
| Thunderation                          | Minenachterbahn                                 | Arrow Dynamics              | 1993           |
| Time Traveler                         | Spinning Coaster, Launched Coaster              | Mack Rides                  | 2018           |
| Wildfire                              | Stahlachterbahn mit Inversionen                 | Bolliger & Mabillard        | 2001           |

#### Ehemalige Achterbahnen
| Name             | Typ              | Hersteller     | Eröffnung | Schließung |
| ---------------- | ---------------- | -------------- | --------- | ---------- |
| Runaway Ore Cart | Kinderachterbahn | Molina & Son's | unbekannt | 2004       |

### Weitere Fahrgeschäfte
- Electro Spin[9] (Zamperla Disk’O)
- FireFall[10] (S&S Double Shot)
- The Giant Barn Swing[11] (S&S Screamin' Swing)